# NGC 2343
NGC 2343 је расејано звездано јато у сазвежђу Једнорог које се налази на NGC листи објеката дубоког неба.
Деклинација објекта је - 10° 37' 0" а ректасцензија 7h 8m 6,7s. Привидна величина (магнитуда) објекта NGC 2343 износи 6,7. NGC 2343 је још познат и под ознакама OCL 565.